# Малый Ик (приток Большого Ика)

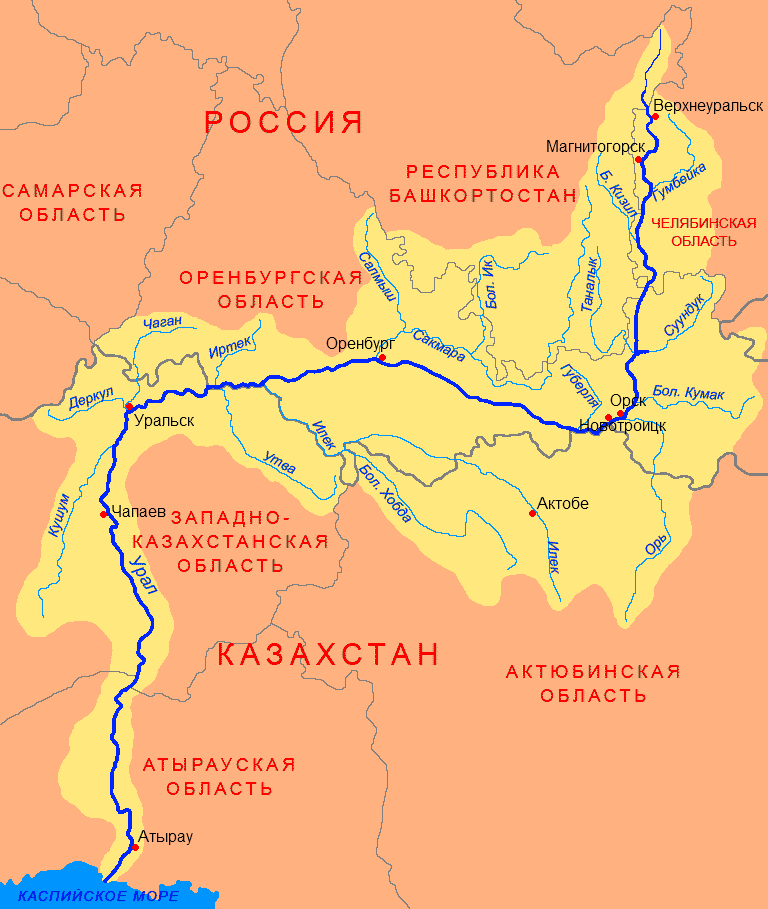
Бассейн Урала

Малый Ик (в верховье Карманиха, баш. Кесе Эйек, Ҡарман) — река в Башкортостане. Устье реки находится в 220 км от устья по правому берегу реки Большой Ик (бассейн Урала).

## Географические сведения
Длина реки — 118 км, площадь бассейна — 640 км², а общее падение составляет 340 м. Скорость течения 0,5-0,7 м/с. Питание преимущественно снеговое.
Начинается в Зилаирском районе, на Зилаирском плато, в 5 км к северо-западу от села Кананикольское. Течёт также по Кугарчинскому и Зианчуринскому районам Башкортостана, по территориям природного парка «Мурадымовское ущелье» и заказника «Икский».
Рельеф бассейна реки Малый Ик является низкогорным и расчленён долинами и оврагами. Рельеф сложен породами девона и карбон; развит карст (пещеры Медвежья, Холодная яма и другие). Лесистость бассейна составляет 85 %, распаханность — 7 %.

## Притоки
- 61 км: Кувязь (лв)
- 74 км: Ямашла (пр)
- 100 км: Кашкаир (пр)

## Данные водного реестра
По данным государственного водного реестра России относится к Уральскому бассейновому округу, водохозяйственный участок реки — Большой Ик, речной подбассейн реки — подбассейн отсутствует. Речной бассейн реки — Урал (российская часть бассейна).
Код объекта в государственном водном реестре — 12010000612112200005835.